# یبوست

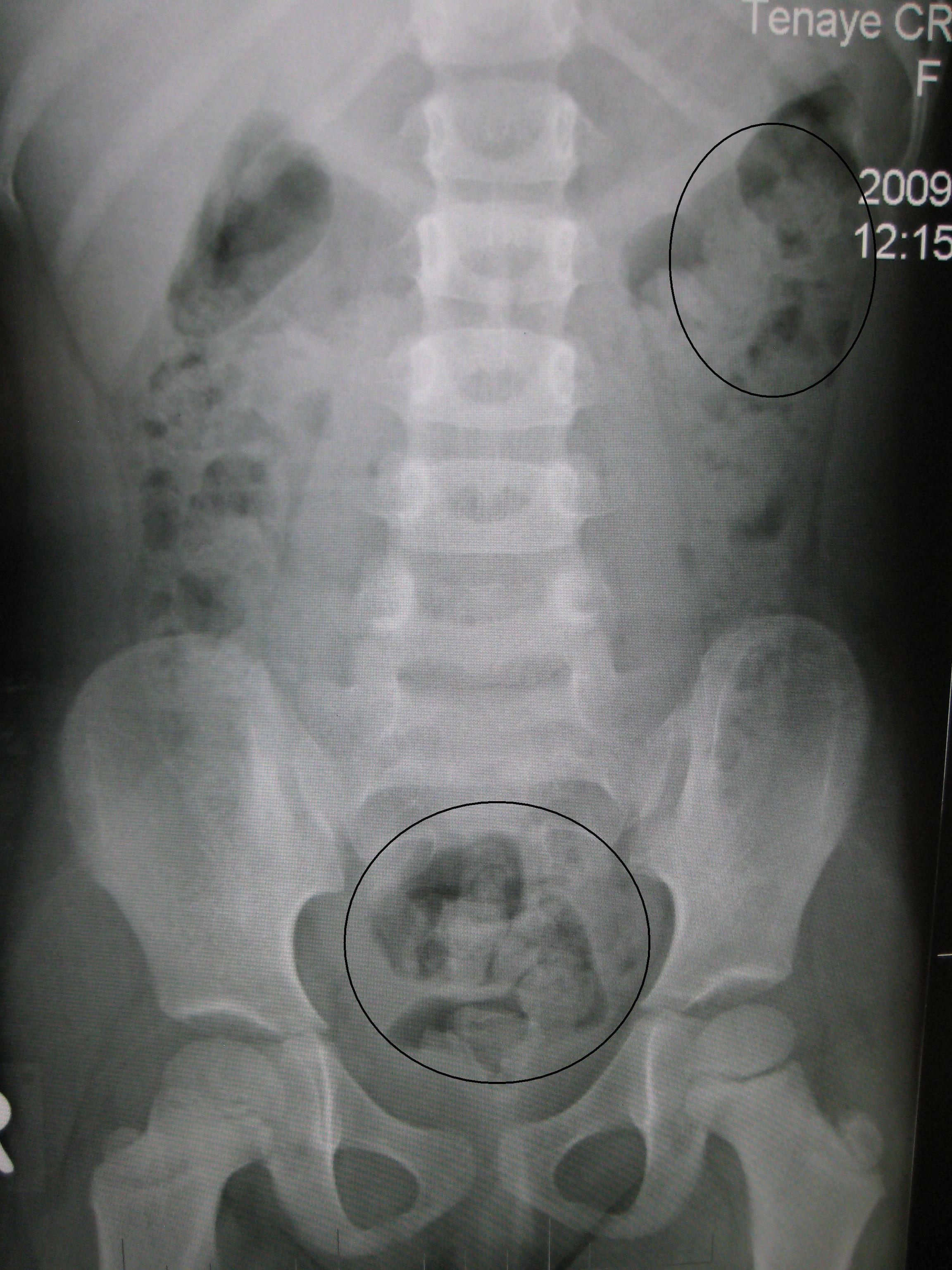
نمونه عکس

یبوست یا خشکیِ مزاج عارضه‌ای در دستگاه گوارش است که بر اثر آن، مواد دفعی در رودهٔ بزرگ سفت می‌شوند و دفع آن‌ها با درد و سختی همراه می‌شود. یبوست حاد ممکن است سبب بسته‌شدن روده شود، که به نوبهٔ خود حتی ممکن است نیاز به عمل جراحی داشته باشد. علل بروز این عارضه ممکن است رژیم غذایی نامناسب، برهم خوردن تعادل هورمونی، اثر جانبی داروهای مصرفی یا آناتومی بدن باشد. روش‌های درمان شامل اصلاح رژیم غذایی و تمرینات ورزشی است.

## علل یبوست
علت اصلی معمولاً کندی سرعت عبور مواد از کولون یا اختلال دفع است. برخی بیماری‌ها موجب یبوست می‌شوند، مانند رژیم کم‌فیبر یا کم‌آبی بدن، کم‌کاری تیروئید، بیماری دیابت، تومورها و سرطان‌های روده. هنگامی که غذا وارد روده می‌شود آب و مواد مغذی از آن جدا می‌شوند و مواد زائد به صورت مدفوع باقی می‌مانند و به‌وسیلهٔ انقباض ماهیچه‌ها در روده حرکت می‌کند. مصرف کمِ فیبر و آب و نداشتن فعالیت بدنی و جلوگیری از دفع، این امر را دشوار می‌کند. از دیگر عواملی که منجر به یبوست می‌شوند می‌توان به چاقی، استرس، عدم تحرک کافی در روز، کهولت سن، خواب نامناسب و اعتیاد و بارداری اشاره کرد.

## عوامل تشدید
اختلالات بعد از عملیات .عامل شایعی که یبوست را تشدید می‌کنند عبارتند از: نوع رژیم غذایی، نداشتن رژیم غذایی حاوی سبزیجات و میوه‌ها، کم مصرف‌کردن مایعات و نداشتن فعالیت فیزیکی مناسب.
مصرف برخی داروها مثل داروهای ضد فشار خون بالا و برخی داروهای پایین‌آورندهٔ چربی‌های خون هم در ایجاد یبوست مؤثرند.
شرایط فیزیولوژیکی مثل حاملگی و افزایش سن، تعدادی از بیماری‌ها که با کاهش حرکت همراه است، مانند قطع نخاعی یا بیماری‌های عضلانی مثل دیستروفی ماهیچه‌ای نیز از علل یبوست‌اند.
برخی بیماری‌های رودهٔ بزرگ که به‌جهت اختلال در حرکات رودهٔ بزرگ پدید می‌آید، مانند سندرم رودهٔ تحریک‌پذیر، بیماری‌های مرتبط با عضلات کفِ لگن خاصره، و بالاخره اختلالات افسردگی از علل دیگر ایجاد یبوست هستند. مصرف مواد مخدر و همچنین قرص‌های حاوی مواد مخدر سنتی و صنعتی، همانند ترامادول و متادون نیز می‌توانند باعث ایجاد یبوست شوند.

## روش درمان
روش درمان براساس علت یبوست تعیین می‌شود. در ابتدا باید رژیم غذایی فردِ مبتلا اصلاح شود. چنانچه جواب مناسب گرفته نشد، از داروهای ملیّن و به‌ترتیب از داروهای بی‌ضرر، کم‌ضرر و داروهای محرک شروع می‌کنند تا به نتیجهٔ مطلوب برسند. در صورت امکان، قطع داروهایی که منجر به یبوست می‌شود از راه‌های درمان است. درمان کم‌کاری تیروئید و سایر بیماری‌ها باید انجام شود.
برخی از ملین‌های گیاهی و طبیعی قوی عبارتند از: «شفتالو»، هرچند خشک باشد و در آب بخیسانید و سپس میل کنید. «زردآلو» به خصوص اگر کمی نرسیده باشد یا بسیار رسیده باشد، هر دو برای درمان یبوست کمک می‌کنند. «انجیر» فرقی ندارد تازه باشد یا خشک. اگر هیچ‌کدام در دسترس شما نیست می‌توانید با نوشیدن یک لیوان آب جوش به دفع دستگاه گوارشتان کمک کنید.
برخی از ملیّن‌های معروف عبارتند از هیدروکسید منیزیم، روغن‌های معدنی مانند پارافین، داروهای گیاهی مانند صبر زرد، حب الذهب، سنا، سی لاکس و اسپرزه، ملیّن‌های اسموتیک مانند لاکتولوز، بیزاکودیل و روغن کرچک.
توصیه‌های تغذیه‌ای برای کاهش یبوست:
- روزانه ۸–۱۰ لیوان مایعات مصرف کنید، مثلاً هر یک ساعت یک بار ۱ لیوان آب بخورید.
- آلو یا آب آلوی گرم ملیّن است. سایر میوه‌های ملیّن شامل:انجیر، انگور، توت‌فرنگی، گلابی، زردآلو، زیتون، آب سیب، کیوی و….
- به، سیب و موز نخورید.
- رژیم غذایی شما باید مبتنی بر پرهیز باشد. برای این منظور، نان و غلات سبوس‌دار و حبوبات و میوه و سبزی مصرف کنید. می‌توانید روزانه یک قاشق مرباخوری سبوس برنج همراه‌با آب بخورید. (رژیم پُرفیبر در بیمارانی که علتِ یبوست آن‌ها اختلالات نورولوژیک است، نمی‌تواند مؤثر باشد)
- روزانه حداقل ۵ واحد میوه و سبزی تازه مصرف کنید.
- اسپرزه یک ملیّن حجم‌دهندهٔ مدفوع است که آب موجود در روده را جذب می‌کند و سبب افزایش حجم مدفوع و دفع آن می‌شود. باید اسپرزه همراه‌با مقادیر زیادی آب یا سایر مایعات خورده شود. (به‌ازای هر قاشق چای‌خوری، ۲۴۰ سی‌سی یا یک لیوان مایعات بخورید)
- در گذشته در طب سنتی کردستانات استفادهٔ شبانهٔ یک قاشق چای‌خوری روغن زیتون پیش از خواب برای درمان یبوست توصیه می‌شده که البته میزان، مقدار و مدت استفاده همیشه تابعی از شرایط، وضعیت و شدت بیماری بوده‌است.
- روغن کرچک هم به دفع کمک می‌کند، ولی استفادهٔ آن در بلندمدت سبب کاهش جذب کلسیم و ویتامین‌های محلول در چربی مثل A, D, E, K می‌شود.
- داروی سنا، دانهٔ کتان، شنبلیله، و ریواس برای یبوست توصیه می‌شود. (سنا بیشتر از ۲ بار در هفته توصیه نمی‌شود)
- نعنا و چای بابونه سبب کاهش علایم یبوست.
- بیشتره غذاهایی که با نان سبوس‌دار خورده می‌شود مصرف کنید و کمتر برنج بخورید.
- از استرس و اضطراب خود بکاهید.
- حتماً فعالیت بدنی داشته باشید. روزانه دست‌کم ۳۰ دقیقه پیاده‌روی کنید.
- برقراری نظم برای دفع داشته باشید و به‌محض احساس دفع، اجابت مزاج انجام گیرد.
- یکی از راهکارهای پرطرفدار برای درمان سریع یبوست مصرف انجیر است. برای استفاده از این روش باید حدود چند ساعت، ۴ عدد بادام را همراه با انجیر خشک در آب قرار دهید. سپس پوست بادام را جدا کنید و همراه با انجیر له نمایید. خمیر به‌دست آمده از ترکیب این دو را می‌توانید همراه با یک قاشق عسل در ساعات شب قبل از خواب نوش جان کنید.

## درمان یبوست در کودکان زیر دو سال
برای درمان یبوست در کودکان بالای شش ماه و زیر دو سال می‌توانید از آب سیب، آلو یا گلابی پخته شده استفاده کنید. همچنین مصرف مقدار زیاد آب در طول روز به درمان یبوست کمک بسیاری می‌کند. در برخی شرایط خاص و به تجویز پزشک بعضی داروها هم در موارد یبوست شدید کاربرد دارند. 

## تغییر در رژیم غذایی
تغییر در رژیم غذایی شامل توصیه به مصرف مواد غذایی پُرفیبر مانند سبزیجات و افزایش مصرف میوه‌جات است. افزایش تحرک و فعالیت بیمار نیز توصیه می‌شود. نوشیدن آب و چای کمرنگ و سایر مایعات نیز توصیه می‌شود. در ضمن، در میان میوه‌ها، گریپ‌فروت برای درمان این بیماری بسیار مفید است. چای پررنگ می‌تواند موجب یبوست شود. افراط در نوشیدن قهوه، به‌دلیل دارا بودن مقادیر زیادی کافئین می‌تواند باعث ایجاد یبوست شود.

## مکمل مناسب برای یبوست های مزمن

#### یبوست مزمن چیست؟
زمانی که فرد بیمار به مدت طولانی، مثلا حدود چندین هفته علائم یبوست را داشته باشد یبوست مزمن گفته می‌شود، و همان طوری که می دانید علائم یبوست دفع کمتر از سه بار در هفته ویا احساس دفع ناقص می باشد

#### علل یبوست مزمن
دلایل اصلی یبوست مزمن موارد زیر می باشد:
- رژیم غذایی کم فیبر
- کمبود آب
- عدم تحرک بدنی
- مصرف مسکن‌ و قرص ضدافسردگی‌
- اختلالات گوارشی
- سندرم روده تحریک‌پذیر (IBS).

##### نقش مکمل‌ها در درمان یبوست مزمن
مکمل‌های تاثیر بسیاری در رفع یبوست مزمن دارند چراکه مکمل های مناسب می توانند در ابتدا با تقویت عملکرد روده سعی بر نرم کردن مدفوع داشته باشند و همچنین بهبود حرکت روده‌ها را ایجاد کنند که سرانجام باعث کاهش یبوست می شود.

#### مکمل‌های موثر برای درمان یبوست مزمن

##### مکمل‌های فیبری
نحوه عملکرد:  فیبر حجم مدفوع را افزایش داده و با جذب آب، حرکت آن را در روده تسهیل می‌کند.

###### انواع فیبرها:
1. فیبر محلول (Soluble Fiber):  جذب آب و تبدیل به ماده ژله‌ای که حرکت مدفوع را تسهیل می‌کند.
2. فیبر نامحلول (Insoluble Fiber): حجم مدفوع را افزایش داده و حرکت آن را سریع‌تر می‌کند.

##### مکمل‌های رایج:
1. پسیلیوم (Psyllium Husk): یکی از محبوب‌ترین مکمل‌های فیبری که به تنظیم حرکات روده کمک می‌کند.
2. متیل‌سلولز (Methylcellulose):  فیبر محلولی که برای معده‌های حساس مناسب است.

#### مکمل‌های پروبیوتیک
- نحوه عملکرد: پروبیوتیک‌ها با تقویت باکتری‌های مفید روده، به تعادل میکروبیوم و بهبود عملکرد گوارشی کمک می‌کنند.
- فواید: کاهش نفخ و گاز. بهبود حرکات طبیعی روده.

##### مکمل‌های رایج:
1. لاکتوباسیلوس رامنوسوس (Lactobacillus rhamnosus):  مناسب برای کاهش یبوست و نفخ.
2. بیفیدوباکتریوم اینفنتیس (Bifidobacterium infantis):  مؤثر در بهبود حرکات روده و کاهش درد شکمی.[۳]

## پیشگیری از یبوست
بهترین راه برای مدیریت یبوست، پیشگیری از آن است که معمولاً از درمان آن راحت‌تر است. مصرف میزان مناسبی مایعات، تحرک بدنیِ کافی در طول هفته و رژیم غذایی پُرفیبر، عدم احتباس مدفوع (مدفوع کردن هنگامی که احساسِ داشتن مدفوع کردید و به تعویق نینداختن آن) از بهترین راه‌ها برای پیشگیری از ابتلا به یبوست می‌باشند.
از مصرف لبنیات مانند شیر اجتناب کنید:
در برخی موارد عدم تحمل لاکتوز می‌تواند باعث یبوست شود به همین دلیل توصیه می‌شود در صورتی که دچار یبوست شده‌اید به‌طور موقت مصرف لبنیات را متوقف کنید، اما مطمئن شوید که غذاهای غنی از کلسیم را در رژیم خود جایگزین لبنیات کرده‌اید. روزانه از سرکه سیب طبیعی استفاده نمایید ، به‌صورت ناشتا یک لیوان اب گرم میل کنید.

## عوارض عدم درمان یبوست
در صورت عدم درمان بیماری یبوست، دچار مدفوع خشک خواهید شد و عمل دفع سخت خواهد شد. همچنین شانس ابتلا به بیماری های مقعدی به دنبال ادامه دار شدن یبوست وجود خواهد داشت. هموروئید یکی از شایع ترین عوارض عدم درمان یبوست بشمار میرود.

## یبوست در طب سنتی
طب سنتی از یبوست از با عنوان ام الامراض (مادر بیماری‌ها) یاد کرده است؛ یعنی علاوه بر اینکه خود یک بیماری است، سبب بسیاری از بیماری‌های دیگر می‌شود. حتی گفته می‌شود بسیاری از بیماری‌های روانی، کج‌خلقی‌ها، عصبانیت‌ها و... نیز ریشه در یبوست دارند، بنابراین برای داشتن زندگی سالم، لازم است حتما به درمان و پیشگیری از این بیماری بپردازیم.
طبق نظر بوعلی سینا مزاج سالم در روز سه تا پنج مرتبه باید تخلیه شود. در غیر این صورت مستعد انواع بیماری‌های عصبی، جسمی و … هستید. یبوست به دلیل ایجاد حس ناخوشایند و نیز به دلیل دفع نشدن مواد زاید علاوه بر تاثیرات منفی جسمی می‌تواند بر حالات روانی فرد نیز اثر منفی بگذارد.  به گفته ابن سینا، اگر مداوم ورزش کنید، هیچ‌گاه دچار یبوست نخواهید شد. البته منظور ورزش‌های سنگین نیست چراکه برخی از ورزش‌ها می‌توانند باعث یبوست شوند. بهترین فعالیت‌های فیزیکی برای رفع یبوست، پیاده‌روی، دوچرخه‌سواری و حرکت‌های تقویت‌کننده عضلات شکم هستند. در واقع ورزش کردن و قرار گرفتن در هوای آزاد، نوعی ملین طبیعی محسوب می‌شود.